# إليانور كلارك
إليانور كلارك (بالإنجليزية: Eleanor Clark)‏‏ (6 يوليو 1913 في لوس أنجلوس - 16 فبراير 1996 في بوسطن) روائية، وكاتِبة، ومقالاتية، ومترجمة، وكاتبة مذكرات من الولايات المتحدة.

## الجوائز
- زمالة غوغنهايم[12]
- جائزة الكتاب الوطني  [لغات أخرى]‏[7]
- ميدالية كلية سميث[13]